# Surwold
Surwold est une commune allemande de l'arrondissement du Pays de l'Ems, Land de Basse-Saxe.

## Géographie
La commune se situe au nord du Hümmling et au sud du Küstenkanal.
| Papenbourg     | Rhauderfehn | Bockhorst   |
| Dörpen/Neulehe | Surwold     | Esterwegen  |
| Neubörger      | Börger      | Breddenberg |

La commune regroupe les quartiers de Börgerwald et de Börgermoor.

## Histoire
L'établissement de la population a lieu en 1879. En 1934, les deux quartiers deviennent indépendants de Börger. La nouvelle commune se baptise Surwold d'après un personnage légendaire, roi de la Frise.
Pendant le Troisième Reich est établi le camp de Börgermoor, connu par Le Chant des déportés.

## Source de la traduction
- (de) Cet article est partiellement ou en totalité issu de l’article de Wikipédia en allemand intitulé « Surwold » (voir la liste des auteurs).